# Andrey Solovey
Andrey Solovey (Biaroza, 13 de diciembre de 1994) es un futbolista bielorruso que juega en la demarcación de centrocampista para el F. C. Aksu de la Liga Premier de Kazajistán.

## Selección nacional
Tras jugar en varias categorías inferiores de la selección, finalmente hizo su debut con la selección de fútbol de Bielorrusia el 2 de junio de 2021 en un encuentro amistoso contra Azerbaiyán que finalizó con un resultado de 1-2 a favor del combinado azerí tras el gol de Maksim Skavysh para Bielorrusia, y de Badavi Hüseynov y Ramil Şeydayev para el combinado azerí.

### Goles internacionales
| # | Fecha               | Estadio                                               | Oponente | Gol | Resultado | Competición |
| - | ------------------- | ----------------------------------------------------- | -------- | --- | --------- | ----------- |
| 1 | 26 de marzo de 2022 | Estadio Ciudad Deportiva Califa, Madinat 'Isa, Baréin | India    | 0-2 | 0-3       | Amistoso    |
| 2 | 29 de marzo de 2022 | Estadio Al Muharraq, Arad, Baréin                     | Baréin   | 0-1 | 0-1       | Amistoso    |

## Clubes
| Club                      | País        | Año       | Partidos | Goles |
| ------------------------- | ----------- | --------- | -------- | ----- |
| F. C. Dinamo Brest        | Bielorrusia | 2012-2015 | 47       | 5     |
| F. C. Torpedo Zhodino     | Bielorrusia | 2016-2017 | 10       | 0     |
| F. C. Slonim-2017         | Bielorrusia | 2017-2018 | 40       | 12    |
| F. C. Lokomotiv Gomel     | Bielorrusia | 2019-2020 | 53       | 38    |
| F. C. Gomel               | Bielorrusia | 2020-2021 | 30       | 19    |
| F. C. Shakhtyor Soligorsk | Bielorrusia | 2022-2023 | 24       | 2     |
| F. C. Aksu (cedido)       | Kazajistán  | 2023-     | 2        | 0     |

## Palmarés

### Títulos nacionales
| Título                      | Club                      | País        | Año  |
| --------------------------- | ------------------------- | ----------- | ---- |
| Copa de Bielorrusia         | F. C. Torpedo Zhodino     | Bielorrusia | 2016 |
| Liga Premier de Bielorrusia | F. C. Shakhtyor Soligorsk | Bielorrusia | 2022 |
| Supercopa de Bielorrusia    | F. C. Shakhtyor Soligorsk | Bielorrusia | 2023 |